# Bidans

Skiss över en bidans i åtta.

Bidans är en term som används av biuppfödare och entomologer för att beskriva de rörelser som honungsbin utför för att visa andra bin i samma kupa i vilken riktning och på vilket avstånd det finns nektar, pollen och ibland även vatten. 
Ligger näringskällan nära kupan - ca 50 till 100 meter - dansar biet i en liten cirkulär slinga, knappt större än biet själv, och byter riktning vid vart eller vartannat varv. Andra bin kan med hjälp av doft- och smakprov som det dansande biet avger förstå vad för slags näring som det dansande biet hittat. Då man ej kunnat påvisa att någon övrig riktnings- eller avståndsinformation ges, antar man att doft- och smakproven är tillräckligt för de övriga bina ska hitta till den avsedda näringskällan, och att själva dansen är mestadels till för att biet ska få uppmärksamhet för sitt fynd.
Ligger näringskällan längre bort dansar biet istället i en åtta; en informationsgivande mittlinje och två bågar, som det alternerar mellan vid varje varv. Vinkeln mellan mittlinjen och lodlinjen i bikupan anger vinkeln från solen till näringskällan. När biet går i mittlinjen skakar det på bakkroppen, dels för att särskilja denna linje från de båda bågarna, och dels för att ange avståndet till näringskällan; ju fler skakningar desto kortare avstånd. Även hastigheten spelar in, då fortare dans innebär kortare avstånd. Ju bättre/större näringskällan är, desto längre tid dansar biet. Även vid denna dansform avger biet doft- och smakprov så de övriga bina förstår vad för slags näring som det dansande biet hittat.
Vid dagar med stark vind (vilket gör det svårare att flyga) tenderar bina öka avståndsangivelsen i dansen. Bina har även tidsuppfattning nog att vrida sin danslinje med hänsyn till solens gång under långa danssessioner, så både den första och sista dansen pekar ut rätt riktning åt de andra bina.
Bidansen blev känd genom Karl von Frischs studier, vilket gav honom Nobelpriset i medicin 1973.